# She Drives Me Wild
"She Drives Me Wild" (Me Vuelve Loco) es una canción de Michael Jackson del álbum Dangerous de 1991 siendo la canción No. 4 del mismo álbum.
Se escucha la bocina de un vehículo al inicio de la canción. La canción es incorporada en la película Michael Jackson's This Is It después de "They Don't Care About Us".
- Datos: Q3481668